# Guardia Costera de Su Majestad
Guardacostas de Su Majestad (en inglés: Her Majesty's Coastguard) es un servicio del gobierno del Reino Unido que se ocupa de la búsqueda y rescates en el mar además de la vigilancia fronteriza. Es una sección de la Maritime and Coastguard Agency, responsable de la iniciación y coordinación de todos los marinos civiles de Investigación y Rescate dentro de la Región Marítima de Investigación y Rescate del Reino Unido.

## Equipamiento

### Barcos

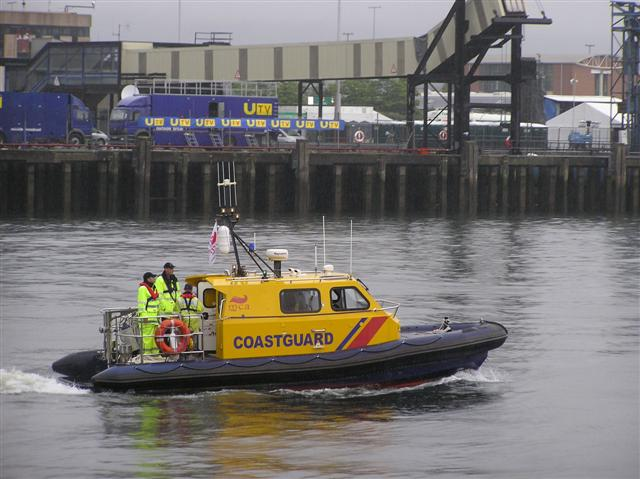
Lancha rígida de los Guardacostas en Belfast.

Cuenta con 32 lanchas rígidas (RHIBs) estacionadas en diversas bases del país.

### Aircraft

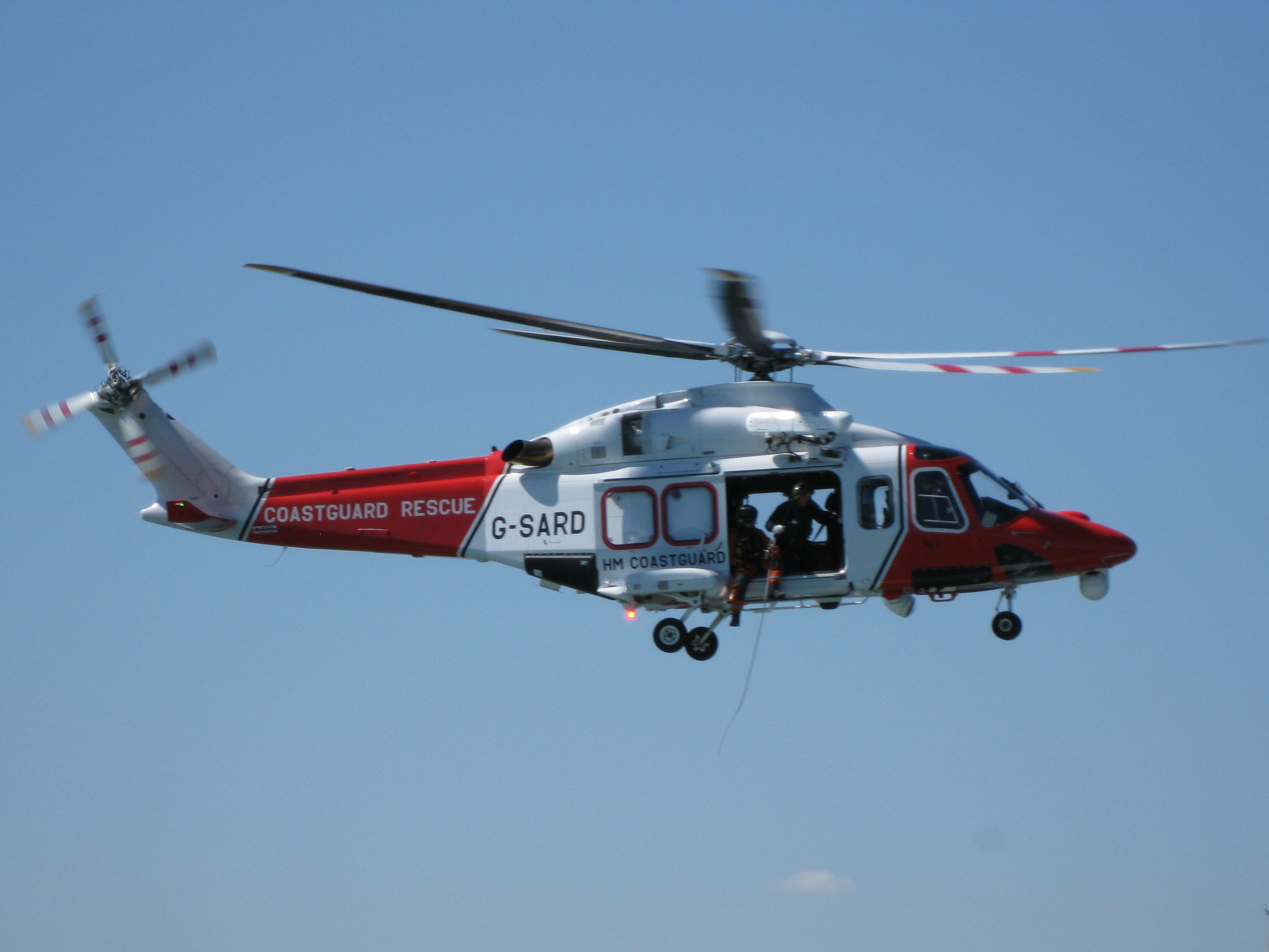
Un AgustaWestland AW139 de los Guardacostas.

Operan cuatro modelos de aviones distintos:
- Cessna 404 - búsqueda y rescate.
- Reims-Cessna F406 - búsqueda y rescate.
- Lockheed L-188 Electra - vigilancia contra contaminación.
- Douglas DC3 - vigilancia contra contaminación.

Además de siete helicópteros:
- 4 Sikorsky S-92 - búsqueda y rescate.
- 3 AgustaWestland AW139 - búsqueda y rescate.